# Painkiller (album)
Painkiller – dwunasty album zespołu Judas Priest. Został wydany 3 września 1990 roku nakładem wytwórni Columbia Records.

## Lista utworów
1. "Painkiller" – 6:06
2. "Hell Patrol" – 3:37
3. "All Guns Blazing" – 3:58
4. "Leather Rebel" – 3:35
5. "Metal Meltdown" – 4:49
6. "Night Crawler" – 5:45
7. "Between the Hammer & the Anvil" – 4:49
8. "A Touch of Evil" – 5:45
9. "Battle Hymn" – 0:58
10. "One Shot at Glory" – 6:49

## Twórcy
- Rob Halford – wokal
- K.K. Downing – gitara
- Glenn Tipton – gitara
- Ian Hill – gitara basowa
- Scott Travis – perkusja
- Don Airey – instrumenty klawiszowe